# Дарна (телесериал, 2005)
«Дарна» (англ. Darna) — филиппинский телесериал, основанный на одноимённом персонаже, созданном писателем Марсом Равело и художником Нестором Редондо. Режиссёры Доминик Сапата и Эрик Кизон, в главной роли Ангела Локсин. Премьера состоялась 4 апреля 2005 года в составе линии «Telebabad». Сериал завершился 25 ноября 2005 года, в общей сложности 170 эпизодов.

## В ролях
Главная роль
- Ангела Локсин — Дарна / Нарда[1]

Второстепенные роли
- Алессандра Де Росси — Валентина
- Уэнделл Рамос — Джерик Фриас
- Деннис Трилло — Эфрен / Лалакинг Ахас
- Джереми Маркес — Джун
- Эдди Гарсия — Оскар / Мамбабаранг
- Кристофер Де Леон — Тед / доктора Вялый/апатичный человек
- Селия Родригес — Брагуда
- Джина Пареньо — Милагрос
- Сэнди Андолун — Проспера
- Каридад Санчес — Айо
- Кармина Вильярроэль — Сабрина / Сульфура
- Тонтон Гутьеррес — Мулонг / Носферамус
- Морин Ларрасабаль — Айо
- Карен делос Рейес — Алиса / Babaeng Tuod / Babaeng Impakta / Babaeng Lobo
- Катрина Халили — Кэрол / Чёрная Дарна
- Кристин Рейес — Молекула
- Элла Гевара в роли Ленлен
- Риза Сенон в роли Луэлла / Divas Impaktitas
- C. Дж. Муэре — Динг
- Фрэнсис Магундаяо — Икинг
- Надин Самонте — Ава

Гостевые роли
- Лорна Толентино — Королева Адран
- Лани Меркадо — Исинг
- Коги Доминго — Дэниел
- Ара Мина — Дайсебель
- Алис Диксон — Дьянг
- Рошель Пангилинан — Корелла
- Ия Виллания — Ракель
- Чари Пинеда — Гарриетта
- Сид Лусеро — Джомар
- Анита Линда — Насифе
- Ллойд Самартинов — Рамос
- K Brosas — Divina Demonica
- Беарвин Мейли — мастер игрушек
- Мэгги Уилсон — Мананангал

## Производство
Актрисе Изе Кальзадо впервые обратились на роль Дарны. Однако из-за требования к Кальзадо похудеть, чтобы носить костюм, роль в конечном итоге досталась Ангеле Локсин.

## Рейтинги
Согласно рейтингам домашнего телевидения AGB Nielsen Philippines Mega Manila, пилотная серия получила рейтинг 47,1 %, что является самым высоким рейтингом для пилотной серии на филиппинском телевидении. Сериал имел самый высокий рейтинг 7 апреля 2005 года с рейтингом 52,1 %.